# Liste der Naturdenkmale in Dohma
Die Liste der Naturdenkmale in Dohma nennt die Naturdenkmale in Dohma im sächsischen Landkreis Sächsische Schweiz-Osterzgebirge.

## Definition
„Naturdenkmäler sind rechtsverbindlich festgesetzte Einzelschöpfungen der Natur oder entsprechende Flächen bis zu fünf Hektar, deren besonderer Schutz erforderlich ist
1. aus wissenschaftlichen, naturgeschichtlichen oder landeskundlichen Gründen oder
2. wegen ihrer Seltenheit, Eigenart oder Schönheit.“

„§ 18 – Naturdenkmäler – (zu § 28 BNatSchG)
(1) Die Erklärung nach § 22 Abs. 1 BNatSchG von Teilen von Natur und Landschaft als Naturdenkmal erfolgt durch Rechtsverordnung oder Einzelanordnung.
(2) Über § 28 Abs. 1 BNatSchG hinaus können Naturdenkmäler zur Sicherung von Lebensgemeinschaften oder Lebensstätten von im Bestand gefährdeten oder streng geschützten Arten festgesetzt werden.“

## Liste
Link zu einem Kartenansichtstool, um Koordinaten zu setzen.
| Bild                          | Bezeichnung                                                        | Lage                                         | Beschreibung | Datum | Nummer  |
| ----------------------------- | ------------------------------------------------------------------ | -------------------------------------------- | --- | ----- | ------- |
| BW                            | Steinbruch Lohmgrund (ehem. Sperlings-Bruch)                       | Cotta (50° 54′ 52,4″ N, 13° 57′ 39,3″ O)     | Aufgelassener Sandsteinbruch mit Gehölzsukzession |       | SSZ 015 |
| BW                            | Strudellöcher am Forellensteig                                     | Kleincotta (50° 53′ 2,8″ N, 13° 58′ 40,8″ O) | Sandsteinblöcke am westlichen Ufer des Flussbettes der Gottleuba mit markanten Auswaschungen |       | SSZ 017 |
| BW                            | Hallsteinklippen                                                   | Dohma (50° 54′ 33,8″ N, 13° 54′ 47,6″ O)     | Aufschluss des Purpurberg-Quartzites, der hier als Felsbarriere mit steilen Felsklippen zum Bahretal abfällt; südwestlich exponierte moos- und flechtereiche Hänge und Felsklippen; am Hangfuß Übergang zu artenreichen Auwaldgesellschaften |       | SSZ 026 |
| BW                            | Feldgehölz mit Eichenmistel (ehem. Eichenmistel-Feldgehoelz Dohma) | (50° 54′ 54,5″ N, 13° 55′ 28,7″ O)           | Einziger noch bekannter Standort der Eichenmistel (Europäische Riemenblume – Loranths europaeus), der seit 1886 dokumentiert ist – strukturreiches Feldgehölz mit Eichenbestand                                                              |       | SSZ 027 |
| BW                            | Feldgehölz mit Eichenmistel (ehem. Eichenmistel-Feldgehoelz Dohma) | Dohma (50° 54′ 57,5″ N, 13° 55′ 26,5″ O)     | Einziger noch bekannter Standort der Eichenmistel (Europäische Riemenblume – Loranths europaeus), der seit 1886 dokumentiert ist – strukturreiches Feldgehölz mit Eichenbestand                                                              |       | SSZ 027 |
| mehr Fotos \| Fotos hochladen | Cottaer Spitzberg (Gipfel)                                         | Cotta (50° 53′ 55,2″ N, 13° 58′ 4,9″ O)      | Durch Schotterabbau angeschnittener Basaltschlot, der die Gipfelkuppe des Cottaer Spitzberges bildet |       | SSZ 034 |
| BW                            | Cottaer Spitzberg (Nordhang)                                       | Cotta (50° 53′ 58,1″ N, 13° 58′ 6″ O)        | Stieleichen-Hainbuchenwald als naturnahe Waldbestockung |       | SSZ 035 |
| BW                            | Waldwiese Kleincotta                                               | Kleincotta (50° 53′ 9,5″ N, 13° 59′ 3,1″ O)  | Kleine Waldwiese im Bereich des Sickerwasseraustritts; Standort einer geschützten Orchideenart |       | SSZ 049 |
| BW                            | Hang an der Eisenbahn Dohma                                        | Dohma (50° 55′ 12,5″ N, 13° 56′ 10,5″ O)     | Magerrasen in südexponierter Lage mit Gehölzinseln und Obstbäumen; geschützte Pflanzen und Heuschrecken |       | SSZ 151 |

Das Nummernschema des Landkreises unterscheidet
- Einzelnaturdenkmal = Kleinbuchstaben (ssz 001 Winterlinde in Neustadt; …)
- Flächennaturdenkmal = Großbuchstaben (SSZ 001 Erlpeterquelle Pirna; …)